# The Lash
The Lash er en amerikansk stumfilm fra 1916 af James Young.

## Medvirkende
- Marie Doro som Sidonie Du Val.
- Elliott Dexter som Warren Harding.
- James Neill som John Du Val.
- Thomas Delmar som Pierre Broule.
- Jane Wolfe som Henriette Catenat.